# Ballon (lied)
Ballon is een lied van de Nederlandse zanger Jayh in samenwerking met de Nederlandse rapformaties SBMG en Broederliefde. Het werd in 2016 als single uitgebracht en stond in hetzelfde jaar als vijfde track op het album Ik leef van Jayh.

## Achtergrond
Ballon is geschreven door Chyvon Pala, Henk Mando, Jaouad Ait Taleb Nasser, Jerzy Miquel Rocha Livramento, Jordan Jacott en Melvin Silberie en geproduceerd door Dopebwoy. Het is een nummer uit het genre nederhop. In het lied rappen en zingen de artiesten over feesten met verschillende verdovende middelen, waaronder het gebruiken van lachgas. Op de B-kant van de single is een instrumentale versie van het lied te vinden. De single heeft in Nederland de platinastatus.
Het is de eerste keer dat de Jayh, SBMG en Broederliefde tegelijkertijd op een nummer te horen zijn. Wel werd er al onderling met elkaar samengewerkt. Zo had Jayh met Broederliefde al de hits Ku bo so en Zeg me. Ze herhaalden daarnaast na Ballon de samenwerking op Verwijderd en Bikini. Broederliefde en SBMG maakten voor Ballon al de nummers Alaka, Hard work pays off, Narcos en Kibra met elkaar. Voor Jayh en SBMG was het de eerste keer dat ze met elkaar collaboreerden; een samenwerking die herhaald werd op Metro 53.

## Hitnoteringen
De artiesten hadden succes met het lied in de hitlijsten van Nederland. Het piekte op de twintigste plaats van de Nederlandse Single Top 100 en stond elf weken in deze hitlijst. In de Nederlandse Top 40 kwam het tot de 36e positie. Het was twee weken in de Top 40 te vinden. 